# Portillo (Kasztília és León)
Portillo egy község Spanyolországban, Valladolid tartományban. Portillo La Pedraja de Portillo, Aldeamayor de San Martín, La Parrilla, Montemayor de Pililla, Camporredondo, San Miguel del Arroyo, Cogeces de Íscar, Megeces és Aldea de San Miguel községekkel határos. Lakosainak száma 2368 fő (2024).

## Népesség
A település népessége az utóbbi években az alábbiak szerint változott:
| Lakosok száma | 2487 | 2598 | 2551 | 2583 | 2534 | 2409 | 2435 | 2432 | 2382 | 2368 |
|               | 2001 | 2004 | 2007 | 2009 | 2012 | 2014 | 2017 | 2019 | 2022 | 2024 |